# Android 15
Android 15 este a cincisprezecea versiune majoră și a 22-a versiune a Android. Primul developer preview a fost lansat în februarie 2024, primul beta a fost lansat în aprilie 2024, iar codul sursă final a fost lansat la 3 septembrie 2024. Android 15 a fost lansat pentru dispozitivele Google Pixel la 15 octombrie 2024.

## Istoric

Logo-ul Android 15 Developer Preview

Android 15 este denumit intern „Vanilla Ice Cream”. Prima previzualizare pentru dezvoltatori (cunoscută și ca DP1) pentru Android 15 a fost lansată pe 16 februarie 2024, în timp ce a doua previzualizare pentru dezvoltatori (DP2) a fost lansată pe 21 martie 2024.

## Caracteristici
Notele oficiale de lansare DP1 afirmă că următoarele caracteristici vor fi introduse în Android 15:
- Privacy Sandbox⁠(d)
- Health Connect
- Integritatea fișierelor
- Partajarea parțială a ecranului
- Controale ale camerei în aplicație
- Performanță dinamică
- Notificări sensibile
- Limitarea notificărilor

Cu toate acestea, entuziaștii au descoperit existența altor caracteristici în curs de dezvoltare care ar putea fi lansate în versiunile ulterioare ale previzualizărilor pentru dezvoltatori, cum ar fi reintroducerea widget-urilor pentru ecranul de blocare, care au fost introduse în Android 4.2, dar ulterior eliminate în Android 5.0. Alte astfel de caracteristici includ determinarea sănătății bateriei, arhivarea aplicațiilor, activarea vocală, spațiul privat și perechile de aplicații și un multi-tasking îmbunătățit / ferestre în modul desktop.
Lansarea DP2 a adus mai multe caracteristici noi pentru Android 15, inclusiv o compatibilitate îmbunătățită cu rețelele prin satelit, îmbunătățiri la cititorul PDF încorporat și suport pentru arhivarea aplicațiilor, printre multe alte evoluții.
Lansarea DP2.1 a venit cu noi caracteristici, cum ar fi aplicațiile care pot scala de la margine la margine și pot desena bare de sistem translucide în partea de sus și de jos a ecranului, suport la nivel de sistem de operare pentru arhivarea și dezarhivarea aplicațiilor în magazinele de aplicații terțe, suport braille mai bun, criptare end-to-end pentru cheile de contact și multe alte caracteristici noi pentru dezvoltatori.
Codul sursă a adus îmbunătățiri suplimentare, inclusiv un panou de autentificare redesenat, setări îmbunătățite de confidențialitate și securitate, un nou panou de volum, Predictive Back și remedieri audio Bluetooth.
Pe lângă stabilitatea platformei, versiunea stabilă a adăugat un manager de acreditări reproiectat și deprecierea WebSQL⁠(d).
Android 15 adaugă suport pentru ISO 21496-1⁠(d) standardul formatul de imagine „gain map” HDR⁠(d), compatibil înapoi cu ecranele SDR⁠(d). Acesta este codat/decodat simultan cu standardul Ultra HDR⁠(d). ISO 21496-1 este, de asemenea, acceptat de Apple începând cu iOS 18 între iOS 19... (care se referă la standard ca Adaptive HDR) și, prin urmare, permite compatibilitatea imaginilor HDR între platforme.
Android 15 se bazează pe versiunea 6.6 a nucleului Linux.